# Angulodiscus
Angulodiscus es un género de foraminífero bentónico de la subfamilia Aulotortinae, de la familia Involutinidae, del suborden Involutinina y del orden Involutinida. Su especie tipo es Angulodiscus communis. Su rango cronoestratigráfico abarca desde el Noriense hasta el Rhaetiense (Triásico superior).

## Clasificación
Angulodiscus incluye a las siguientes especies:
- Angulodiscus communis †
- Angulodiscus falsotumidus †
- Angulodiscus gaschei †
- Angulodiscus glomospirelloides †
- Angulodiscus impressus †
- Angulodiscus macrostoma †
- Angulodiscus pokornyi †
- Angulodiscus tenuis †
- Angulodiscus tumidus †